# 파라노마사이트: 혼조의 7가지 미스터리
파라노마사이트: 혼조의 7가지 미스터리(パラノマサイト FILE23 本所七不思議, Paranormasight: The Seven Mysteries of Honjo)는 Xeen이 개발하고 스퀘어 에닉스가 안드로이드 (운영체제), iOS, 닌텐도 스위치 및 마이크로소프트 윈도우용으로 퍼블리싱한 2023년 비주얼 노벨 비디오 게임이다. 이 게임은 비평가들로부터 긍정적인 평가를 받았다.

## 게임플레이
파라노마사이트: 혼조의 7가지 미스터리는 비주얼 노벨이다. 플레이어는 해당 지역을 점령한 저주 뒤에 숨은 미스터리를 밝혀내기 위해 각 스토리를 진행해야 한다. 게임플레이는 주로 플레이어가 배운 내용을 바탕으로 한 조사 및 퀴즈를 위한 간략한 섹션이 포함된 줄거리에 중점을 둔다. 흐름도를 사용하면 플레이어는 스토리라인과 주인공의 관점 사이를 이동할 수 있다. 특정 스토리 분기와 선택 사항은 캐릭터를 죽음에 이르게 하여 플레이어가 이전 장면으로 돌아가서 이벤트를 변경하고 대체 스토리 경로를 트리거하는 방법을 추론할 수 있다.